# Arrows A22
Chronologie des modèles (2001)
Arrows A21 Arrows A23
L'Arrows A22 est la monoplace de Formule 1 engagée par l'écurie Arrows lors de la saison 2001 de Formule 1. Elle est pilotée par le Néerlandais Jos Verstappen et par le Brésilien Enrique Bernoldi, qui apporte le soutien de Red Bull à l'écurie. Le pilote d'essai est l'Anglais Johnny Herbert.

## Historique
L'A22 est équipée d'un moteur Asiatech, moins puissant que le moteur Supertec de l'année précédente, mais qui a l'avantage d'être gratuit. L'A22, équipée d'un réservoir de carburant très faible, permet à ses pilotes d'établir des stratégies pouvant réduire le poids de la voiture, en particulier lors des premiers Grands Prix de la saison.
Jos Verstappen, dominé par Enrique Bernoldi, reprend toujours le dessus sur son jeune coéquipier en course. De plus, le pilote brésilien a également une monoplace moins fiable que son expérimenté équipier. Cette stratégie de course permet au pilote néerlandais de finir à la sixième place du Grand Prix d'Autriche bien qu'il occupait la deuxième place pendant une partie de la course. Verstappen a aussi la possibilité de marquer des points lors du Grand Prix du Brésil, mais une collision avec le pilote Williams Juan Pablo Montoya le contraint à l'abandon. Le Néerlandais, profitant du chaos causé par la pluie en début de course, roule parmi les meilleurs avant d'échouer à la septième place en Malaisie à la suite de l'assèchement de la piste. La fin de la saison est néanmoins plus difficile car les deux monoplaces sont reléguées en fond de grille.
Bernoldi, de son côté, s'illustre au Grand Prix de Monaco, en bloquant David Coulthard, relégué en fond de grille après un souci technique alors qu'il devait s'élancer de la pole position, pendant près de 40 tours.
À la fin de la saison, Arrows termine dixième du championnat des constructeurs avec un point. L'écurie britannique connaît de grosses difficultés financières. Le directeur de l'écurie Tom Walkinshaw obtient néanmoins un contrat avec le motoriste Ford Cosworth pour l'année suivante.

## Résultats en championnat du monde de Formule 1

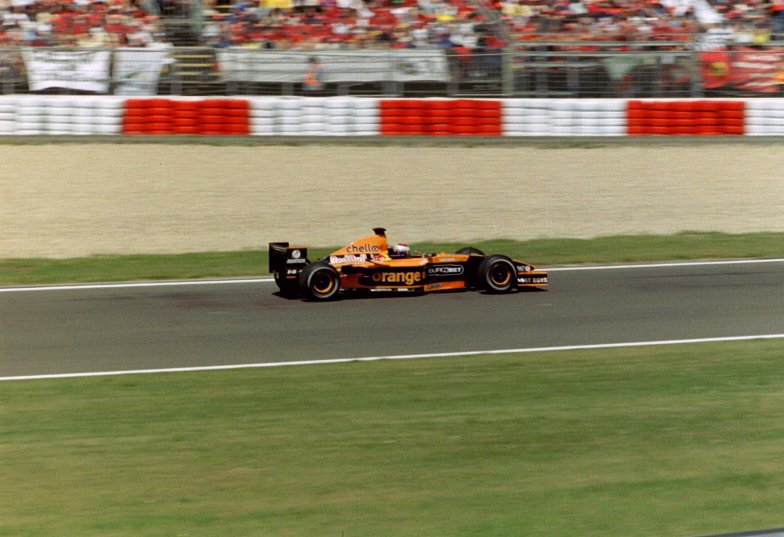
Jos Verstappen abandonne à neuf tours de l'arrivée du Grand Prix d'Europe à cause d'une casse moteur

| Saison | Écurie                 | Moteur           | Pneus       | Pilotes          | Courses | Courses | Courses | Courses | Courses | Courses | Courses | Courses | Courses | Courses | Courses | Courses | Courses | Courses | Courses | Courses | Courses | Points inscrits | Classement |
| Saison | Écurie                 | Moteur           | Pneus       | Pilotes          | 1       | 2       | 3       | 4       | 5       | 6       | 7       | 8       | 9       | 10      | 11      | 12      | 13      | 14      | 15      | 16      | 17      | Points inscrits | Classement |
| ------ | ---------------------- | ---------------- | ----------- | ---------------- | ------- | ------- | ------- | ------- | ------- | ------- | ------- | ------- | ------- | ------- | ------- | ------- | ------- | ------- | ------- | ------- | ------- | --------------- | ---------- |
| 2001   | Orange Arrows Asiatech | Asiatech 001 V10 | Bridgestone |                  | AUS     | MAL     | BRÉ     | SMR     | ESP     | AUT     | MON     | CAN     | EUR     | FRA     | GBR     | ALL     | HON     | BEL     | ITA     | USA     | JAP     | 1               | 10e        |
| 2001   | Orange Arrows Asiatech | Asiatech 001 V10 | Bridgestone | Jos Verstappen   | 10e     | 7e      | Abd     | Abd     | 12e     | 6e      | 8e      | 10e     | Abd     | 13e     | 10e     | 9e      | 12e     | 10e     | Abd     | Abd     | 15e     | 1               | 10e        |
| 2001   | Orange Arrows Asiatech | Asiatech 001 V10 | Bridgestone | Enrique Bernoldi | Abd     | Abd     | Abd     | 10e     | Abd     | Abd     | 9e      | Abd     | Abd     | Abd     | 14e     | 8e      | Abd     | 12e     | Abd     | 13e     | 14e     | 1               | 10e        |

Légende : ici 